# Komorzno
Komorzno (niem. Reinersdorf) – wieś w Polsce położona w województwie opolskim, w powiecie kluczborskim, w gminie Wołczyn.
Do wsi należą przysiółki wsi: Lubiatowice, Zajdak, Wolna Wieś (do 2002 r. Kolonia Komorzeńska), Sułaszów oraz Zapłotnik

## Nazwa
Nazwa wywodzi się od staropolskiego „komor – komar”, czyli miejsca obfitego w komary. Słownik geograficzny Królestwa Polskiego wydany pod koniec wieku XIX wymienia dwujęzyczne nazwy miejscowości – polską Komorzno oraz niemiecką Reinersdorf.

## Historia
Z badań archeologicznych wynika, że nad brzegami rzeki Pratwy, która przepływa przez wschodnie tereny wsi, znajdują się punkty osadnicze ludności kultury łużyckiej sprzed 2500 lat, ludności kultury przeworskiej sprzed 1880 lat oraz punkt średniowieczny sprzed około 1000 – 700 lat.
Komorzno leży na styku dwóch krain geograficznych – Śląska i Wielkopolski (przy czym sama miejscowość leży na Śląsku) – powstały tu we wczesnym średniowieczu systemy obronne, których elementy zachowały się do dziś. Są to dwa grodziska: pierwsze z X-XII wieku, drugie z XIII-XIV wieku. Wzdłuż rzeki Pratwy w rejonie Proślic, Miechowy, Komorzna, Kostowa znajdują się urządzenia ziemne, będące pozostałością budowanych niegdyś fortyfikacji.
Średniowieczna nazwa wsi po raz pierwszy zanotowana została w 1203 roku. W Kodeksie dyplomatycznym Śląska zawierającym zbiory dokumentów i listów dotyczących Śląska znajduje się przedruk dokumentu, w którym zawarta jest informacja, iż w 1203 roku Cyprian – biskup wrocławski – konsekrował kościół w Trzcinicy, nadając mu imię św. Wincentego i św. Marii Magdaleny oraz przekazał dziesięcinę z Komorznik. Jest to pierwsza udokumentowana wzmianka o tej wsi.
W roku 1241, w czasie najazdu Tatarów na Śląsk, mieszkańcy tych okolic mężnie przeciwstawili się dzikim hordom mongolskim. W krwawej bitwie pod Byczyną poległo bardzo wielu mieszkańców Komorzna – według przekazów ustnych uratowało się tylko siedem osób. W okolicznych lasach znajdują się bardzo stare kurhany kryjące świadków tamtych wydarzeń, ale wskutek zalesienia i uprawy roli trudno je obecnie zlokalizować.
W 1393 roku opustoszałą po najazdach tatarskich wieś zasiedlili osadnicy niemieccy i wówczas pojawia się druga niemiecka nazwa miejscowości – in Reinerdorf (wieś Reinera). Do XVI stulecia Komorzno należało do Księstwa Legnicko–Brzeskiego. Pod koniec tego wieku stanowiło własność rodziny Stwolińskich. Następnie majątek nabyła rodzina Frankenberg – Proslitz, do której należały także leżące nieopodal Proślice. W czasie władania tymi wioskami przez rodzinę Frankenberg nastały dla mieszkańców Komorzna ciężkie czasy. Wieś przeżyła splądrowanie przez wojska duńskie w 1627 roku, w 1633 najazd wojsk tatarskich i saskich, a w 1643 najazd wojsk szwedzkich. Dobra komorzniańskie przechodziły z rąk do rąk – w 1716 roku Frankenbergowie sprzedali posiadłość Danielowi von Kottulinsky, ten zaś w roku 1740 odsprzedał ją rodzinie Fischer – Paczenski, która od niemieckiej nazwy wsi przyjęła nazwisko Reinersdorf. Do II wojny światowej majątek znajdował się w rękach wyżej wymienionej rodziny.
W XVII wieku w Komorznie urodził się Jerzy Bock (1621-1690) – najlepszy stylista polski z luteran śląskich.
Na początku XIX wieku w wyniku wojny śląsko–pruskiej, Śląsk wraz z ziemią kluczborską przeszedł bez walki w ręce Napoleona. Według przekazów ludowych przez Komorzno przechodziły w tym czasie wojska napoleońskie – z Komorzna do Byczyny, gdzie jakiś czas stacjonowały. Do dzisiejszego dnia miejscowa ludność polną drogę z Komorzna do Byczyny nazywa „napoleonką”.
W połowie XIX wieku w Komorznie tylko 6 domów chłopskich było murowanych, a reszta zbudowana była z drewna i muru pruskiego.
We wsi przed II wojną światową istniał okazały budynek szkolny, który został spalony przez wojska radzieckie w 1945 roku. W styczniu 1945 roku ludność niemiecka Komorzna opuściła domy w obawie przed zbliżającym się frontem, co doprowadziło do ograbienia opustoszałej wsi przez szabrowników. Od początku maja 1945 roku rozpoczęła się wielka akcja osiedleńcza, spowodowana głównie napływem polskich przymusowych wysiedleńców z utraconych na rzecz ZSRR byłych polskich województw wschodnich. Dużą grupę przybyłych do Komorzna osób stanowili przybysze ze Staryk – wsi położonej na pograniczu Polesia i Wołynia (powiat sarneński). Zawiesili oni w zabytkowym kościele w Komorznie święte obrazy przywiezione ze swojej rodzinnej miejscowości i obecnie stanowią liczną grupę mieszkańców Komorzna. W szkolnych dziennikach do tej pory często pojawiają się nazwiska Lechów, Garbowskich, Rudnickich, Wrześniewskich – uczniowie ci to potomkowie rodów przybyłych przed laty ze Staryk do Komorzna. Mniej liczną grupę przesiedleńców przybyłą z województwa tarnopolskiego stanowili mieszkańcy wsi Rzepińce (rodziny: Szczerbaty, Piotrowski, Marciniak, Skibiński, Bober, Winnik, Berezowski, Hrynik). Rodziny przybyłe ze wschodu do Komorzna zostały okrutnie doświadczone w czasie wojny. Wielu ich bliskich zostało unicestwionych w czasie II wojny światowej przez działające na tych terenach oddziały banderowców. Aby uczcić pamięć pomordowanych przez Ukraińską Powstańczą Armię (UPA) mieszkańców Kresów Wschodnich – ci, którzy ocaleli – ufundowali obelisk tym, którzy końca wojny nie dotrwali. Znajduje się on na cmentarzu w Komorznie.
W latach 1954–1959 wieś należała i była siedzibą władz gromady Komorzno, po jej zniesieniu w gromadzie Krzywiczyny.

## Zabytki
Do wojewódzkiego rejestru zabytków wpisane są:
- kościół ewangelicki, obecnie rzym.-kat. fil. pw. św. Jadwigi, drewniany, obecny wzniesiony w 1753 roku na miejscu poprzedniego z roku 1623, z którego zachowała się tylko wieża. Od 1945 roku jest to kościół katolicki. Wnętrze salowe, w którym wzdłuż ścian umieszczone są empory, nakryte jest pozornym sklepieniem kolebkowym. Ambona późnorenesansowa, zaś ołtarz główny wczesnobarokowy z XVII w. z kolumnami o bogatej dekoracji snycerskiej, wypisany z księgi rejestru
- pozostałości zespołu dworskiego, z XVIII-XIX w.:
  - oficyna
  - park
- domy nr 20, nr 35, nr 52 z XIX w.

## Przyroda
Teren wokół Komorzna zaliczany jest do mezoregionu Wysoczyzny Wieruszowskiej. Utworzono tu w 1969 roku dwa leśne rezerwaty przyrody. Pierwszy pod nazwą Komorzno w celu zachowania buczyny pomorskiej. W tym niewielkim rezerwacie (3,74 ha) wytworzone są dwa wyraźne piętra: panujący buk w wieku ok. 200 lat z pojedynczymi egzemplarzami 250 letnimi oraz współpanującymi: dębami i grabem.
Drugi pod nazwą Krzywiczyny w celu zachowania fragmentu lasu mieszanego z udziałem jodły na krańcach jej północnego zasięgu. W starym drzewostanie mieszanym rośnie w towarzystwie kilkudziesięciu dorodnych jodeł najwspanialszy okaz tego gatunku. Mając przeszło 4 metry w obwodzie, dochodzi do 40 m wysokości. W niektórych oddziałach leśnych w pobliżu Komorzna spotkać można ponadto okazałe buki pospolite, których pień w obwodzie potrafi opasać dopiero trzech dorosłych ludzi oraz potężne dęby i jawory.
W obrębie wsi zachowały się wiekowe aleje dębowe obsadzone drzewostanem liczącym ponad sto lat oraz pojedyncze okazy tego gatunku pamiętające czasy napoleońskie. Podróżnych przejeżdżających przez Komorzno urzeka swą urodą, szczególnie w maju, aleja kasztanowa, ciągnąca się aż do Ignacówki (woj. wielkopolskie). Jest to najdłuższa aleja kasztanowców w Polsce i Europie oraz trzecia pod względem długości na świecie.

## Urodzeni w Komorznie
- Konrad Frankenberg z Komorzna (ur. ok. 1370, zm. ok. 1420) – rycerz na dworze Władysława Jagiełły, księcia litewskiego, późniejszego króla Polski.
- Jerzy Bock (1621-1690) – polski pisarz religijny, poeta, tłumacz oraz kaznodzieja. W latach 1646–1650 pełnił funkcję diakona w Wołczynie.
- Adam Kotowski herbu Kot (1626-1693) – stolnik wyszogrodzki, stronnik króla Jana Sobieskiego.
- Jan Muthmann (1685-1714) – pastor, pietysta, teolog, autor pierwszej polskiej książki na Śląsku Cieszyńskim, przez rok (1708-1709) pełnił funkcje diakona w Wołczynie.
- Samuel Ludwik Zasadius (1695-1756) – pisarz, pastor, pietysta. Najwybitniejszy śląski pisarz luterański XVIII w.
- Andrzej Sokołowski (1948-) – polski piłkarz ręczny, bramkarz, reprezentant Polski. Brązowy medalista olimpijski z Montrealu.